# Bromley (Kentucky)
Bromley é uma cidade localizada no estado estadunidense de Kentucky, no Condado de Kenton.

## Demografia
Segundo o censo americano de 2000, a sua população era de 838 habitantes. Em 2006, foi estimada uma população de 774, um decréscimo de 64 (-7.6%).

## Geografia
De acordo com o United States Census Bureau, Bromley tem uma área de 1,1 km², dos quais 0,8 km² cobertos por terra e 0,3 km² cobertos por água.

## Localidades na vizinhança
O diagrama seguinte representa as localidades num raio de 4 km ao redor de Bromley. 